# Szabad Ferenc (festő)
Szabad Ferenc (Várpalota, 1882. január 7. – Budapest, Erzsébetváros, 1951. október 11.) festőművész, tanár.

## Életútja
Szlabadnakovics Szabad Ignác csizmadia és Réh Emília fiaként született. A veszprémi piarista gimnáziumban tett érettségi vizsgát, rajztehetségét a veszprémi káptalan 200 koronás ösztöndíjjal jutalmazta. 1902 és 1906 között a budapesti Mintarajziskola és Rajztanárképzőn tanult, ahol mesterei Edvi Illés Aladár, Révész Imre, Székely Bertalan és Tardos Krenner Viktor voltak. 1906-ban rajztanári oklevelet nyert. Főiskolai tanulmányainak befejezése után leszolgálta önkéntes évét, majd Sopronban a Lahne-féle magángimnázium rajztanára lett. Egy évi itt működés után 1908-ban a karánsebesi állami főgimnázium, majd 1919-ben a budapesti Kemény Zsigmond reáliskola rajz- és mértantanára lett. Budapesten először 1920-ban állított ki a Nemzeti Szalonban. 1907–1908-ban mint a soproni Képzőművészek Egyesületének tagja részt vett az egyesület kiállításain, ezenkívül több vidéki városban állított ki szép sikerrel, így Karánsebesen is rendezett kollektív kiállítást. Az első világháború alatt katonai szolgálatot teljesített a 76-ik császári és királyi gyalogezrednél. 1914. augusztustól december 15-ig hadnagy, 1915. szeptembertől főhadnagy a szerb harctéren. Kragujevacról betegen került haza. 1916 májusától 1918 októberéig csapatszolgálatra alkalmatlanként szolgált. 1919 novemberében a megszálló oláhok kiutasították. Több hadi kitüntetés tulajdonosa. Főleg portréfestészettel foglalkozott, de otthonosan mozgott a festészet valamennyi ágában. Dolgozott olaj, pasztell és akvarellben és állandóan részt vett a Nemzeti Szalon és néha a magyar akvarellfestők tárlatain. Több oltárképet is festett: a visegrádi fiúnevelő-otthon részére szárnyasoltárképet, a pécsi leánygimnázium részére Árpád-házi Szent Erzsébetről készített nagyszabású kompozíciót. Megfestette több közéleti és társadalmi kiválóságunk arcképét is. Mint pedagógus a rajztanítás terén elismert szaktekintély, mint ilyen felsőbb elismerésben is részesült. Halálát szívbénulás, szívizomelfajulás okozta. Felesége Pfeifer Alojzia volt.